# Ли Чхон Ён
Ли Чхон Ён (Рекомендуемая транскрипция имени по системе Концевича — Ли Чхоннён либо Ли Чхонъён; кор. 이청용?, 李靑龍?; 2 июля 1988, Сеул) — южнокорейский футболист, правый полузащитник клуба «Ульсан Хёндэ» и сборной Республики Корея. Бронзовый призёр Кубка Азии 2011 года.
Ли и его бывший партнёр по клубу «Сеул», Ки Сон Ён, считаются одними из самых перспективных азиатских футболистов современности, их связка в составе корейской команды в прессе была прозвана «Двойным драконом» (англ. Ssang Yong, Double Dragon).
В январе 2009 года Ли вошёл в список 50-и восходящих звёзд мирового футбола по мнению британской Таймс.

## Карьера

### «Сеул»
Заниматься футболом Ли начал в 11 лет. Несмотря на поздний старт, он выделялся среди сверстников и в Сеуле о его таланте знали. В 2003 году тренер клуба «Анян LG Читаз» (ныне — «Сеул») Чо Квон Рэ решил заняться молодёжной академией клуба. Ли, в то время, учился в средней школе и Чо Квон Рэ посетил один из футбольных матчей с участием юного игрока. Уже после первого тайма он был убеждён, что у Ёна огромный потенциал и захотел незамедлительно подписать с ним контракт. Впоследствии Ли бросил школу и перебрался в «Сеул». Следующие несколько лет он занимался в детской академии клуба, там же будущий футболист познакомился с Ки Сон Ёном, который в будущем станет его другом, а их карьеры будут тесно связаны.
В 2006 году тренером «Сеула» был назначен Шенол Гюнеш, известный по работе со сборной Турции. Просмотрев обоих футболистов, он признал их талант и то, что вскоре они должны стать важной частью команды. В сезоне 2007 года Ли постепенно начал привлекаться к играм основы — на его счету 15 матчей и 3 мяча.
Год спустя роль Ёна в команде возросла — он сыграл в 22 матчах, забив 5 мячей и отдав 6 голевых передач. Именно в этом сезоне впервые ярко проявилась связка с Ки Сон Ёном. Своим талантом и взаимопониманием между собой, юные футболисты завоевали множество фанатов в Корее. Пресса и болельщики наградили их связку прозвищем «Двойной дракон» (англ. Ssang Yong, Double Dragon). Удачно выступила и команда Ли, «Сеул», остановилась в шаге от чемпионства, заняв 2-е место.
В своём последнем корейском сезоне Ли сыграл в 15 матчах, забив 3 мяча и 4 раза отдавая голевые передачи

### «Болтон Уондерерс»
В июле 2009 года руководство «Сеула» заявило о том, что после получения разрешения на работу Ли Чхон Ён станет игроком английского клуба «Болтон Уондерерс». 29 июня разрешение было получено. Сумма трансфера составила 2,2 млн фунтов стерлингов. Неделей раньше игрок согласовал условия личного 3-летнего контракта и прошёл медобследование. 14 августа трансфер был официально завершён. По поводу перехода Ли заявил: «Я с нетерпением жду, когда начнётся новый этап моей карьеры и не могу дождаться, когда сыграю первый матч за новый клуб».
15 августа Ли провёл свой первый матч в составе «Болтон Уондерерс», заменив Гэвина Маккэнна в игре с «Сандерлендом», завершившейся поражением «бродяг» со счётом 0-1. 26 сентября кореец открыл счёт голам за клуб, забив победный мяч в противостоянии с «Бирмингемом» (2-1). Некоторое время спустя он стал лучшим игроком команды в матче с «Тоттенхэмом». Игра Ли не осталась незамеченной — две недели подряд он попадал в символическую сборную тура по мнению ESPN Soccernet. В итоге, кореец был признан лучшим игроком «Болтон Уондерерс» в сезоне и помог команде занять далёкое от зоны вылета 14-е место. В межсезонье ходили слухи о возможном переходе Ли в более именитый клуб, в частности «Ливерпуль», но игрок остался в «Болтон Уондерерс».

### Международная
Международная карьера Ли началась в составе молодёжной сборной на чемпионате мира 2007 года. Корейцы попали в одну группу с бразильцами, поляками и американцами и в следующий раунд не вышли.
Год спустя Ли выступал уже в олимпийской сборной на играх в Пекине. Выступление корейцев вновь было неудачным и из группы они не вышли.
31 мая 2008 года Ён дебютировал и в основной сборной, сыграв в матче отборочного раунда к чемпионату мира 2010 с командой Иордании. 5 сентября Ли открыл счёт голам за национальную команду, забив в ворота всё той же Иордании в товарищеском матче.
В 2010 году Ли был включён в заявку корейцев на чемпионат мира в ЮАР. Полузащитник сумел проявить себя на мундиале и забил 2 мяча в ворота Аргентины и Уругвая.

## Достижения

### Командные
«Сеул»
- Обладатель Samsung Hauzen Cup: 2006

### Личные
- В составе K-League Best XI: 2008
- Лучший игрок года в «Болтон Уондерерс»: 2010

## Вне футбола
У Ли есть девушка, в прошлом обучавшаяся с ним в одной школе. Футболист отрицательно относится к алкоголю и курению, а также воздерживается от употребления кофе. Ли имеет цель выучить английский язык и занимается по нескольку часов в день. После переезда в Англию близким другом Ёна является другой корейский игрок премьер-лиги Пак Чи Сон из «Манчестер Юнайтед».